# Patrick Oliver
Patrick Oliver, né Patrick Villebrun le 2 février 1989 à Nîmes (Gard), est un torero français.

## Présentation
C'est un ancien élève de l'école de tauromachie de Nîmes. Il débute en novillada piquée sous son nom de « Patrick Villebrun » le 15 juin 2008 à Vauvert (Gard). À Nîmes le 29 mai 2009, il coupe une oreille face à des novillos de Dos Hermanas. Malheureusement sa saison 2009 s'est achevée plus tôt que prévu en raison d'une terrible cornada le dimanche 23 août. Le Nîmois a été grièvement blessé à la gorge dans les arènes de Morlanne à Saint-Sever par son second taureau de l'élevage Escolar Gil. La trachée ayant été touchée, il a subi six heures consécutives d’opération. Le 14 février 2010, Patrick Oliver est le premier triomphateur de la saison tauromachique française en coupant une oreille à chaque novillo de Lopez Gibaja. Il se blessera à la main dans les arènes de Béziers le dimanche 15 août et ne pourra revenir toréer à Saint-Sever, là même où l'an passé il avait été sérieusement blessé.
Le 9 juin 2011, lors de la deuxième journée de la feria de Pentecôte à Nîmes, il devient le 55e matador français de l’histoire en prenant l'alternative devant des toros de Victoriano del Rio et aux côtés d'El Juli et Sébastien Castella.

## Carrière
- Alternative : Toros de Victoriano del Rio et Los Galos (3e) : Salut à son toro d'alternative 'Aldeano", silence à son 2e